# REMIC
有限会社REMIC（レミック）は、アニメーション制作を主な事業内容としていた、日本の企業。

## 概要
ナック、ぴえろの制作出身で童夢のプロデューサーだった野澤勝彦が独立し、設立した。
グロス請けを中心とした活動をしており、制作元請では、『錬金3級 まじかる?ぽか〜ん』と『ドージンワーク』を制作した。
2012年以降は、グロス請けを含むアニメーション制作事業から撤退しており、2015年現在は制作会社としては事業停止中の様である。

## 主な作品

### 元請制作
- 錬金3級 まじかる?ぽか〜ん （2006年）
- ドージンワーク （2007年）

### その他
- THE GOD OF DEATH （OP制作、2005年）
- クイーンズブレイド （森の番人ノワ（キャラクターデザイン：平田雄三、イラスト製作協力））
- SISTERS 〜夏の最後の日〜 （第2原画、2011年）
- 七つの大罪（OVA、未製作）※ホビージャパンのメディアミックス企画。

### テレビシリーズ
- おねがい☆ツインズ （制作元請：童夢、各話制作協力、2003年）
- 真月譚 月姫 （制作元請：J.C.STAFF、各話制作協力、2003年）
- ごくせん （制作元請：マッドハウス、各話制作協力、2004年）
- DearS （制作元請：童夢、各話制作協力、2004年）
- 神無月の巫女 （制作元請：ティー・エヌ・ケー、各話制作協力、2004年）
- 流星戦隊ムスメット （制作元請：ティー・エヌ・ケー、各話制作協力、2004年）
- こいこい7 （制作元請：トライネットエンタテインメント・スタジオフラッグ、各話制作協力、2005年）
- ゾイドジェネシス （各話制作協力、2005年-2006年）
- くじびき♥アンバランス （制作元請：亜細亜堂、各話制作協力、2006年）
- デルトラクエスト （制作元請：オー・エル・エム、各話制作協力、2007年）
- GUNSLINGER GIRL -IL TEATRINO- （制作元請：アートランド、各話制作協力、2008年）
- ネオ アンジェリーク Abyss （制作元請：ゆめ太カンパニー、各話制作協力、2008年）
- ロザリオとバンパイア CAPU2 （制作元請：ゴンゾ、各話制作協力、2008年）
- 明日のよいち! （制作元請：AIC、各話制作協力、2009年）
- 極上!!めちゃモテ委員長 （制作元請：小学館ミュージック&デジタル エンタテイメント、各話制作協力、2009年）
- イナズマイレブン （制作元請：オー・エル・エム、各話制作協力、2009年）
- 迷い猫オーバーラン! （制作元請：AIC、各話制作協力、2010年）
- 屍鬼 （制作元請：童夢、各話制作協力、2010年）
- メタルファイト ベイブレード 4D （制作元請：SynergySP、各話制作協力、2011年）
- R-15 （制作元請：AIC、各話制作協力、2011年）